# Що кожна жінка вивчає
Що кожна жінка вивчає (англ. What Every Woman Learns) — американська драма режисера Фреда Нібло 1919 року.

## Сюжет
Ґрунтуючись на короткій замітці в газеті, Емі одружилася з грубіяном, але відвідує іншого чоловіка, який любить її і допомагає їй терпіти шлюб. Після протистояння і боротьби між чоловіками, що призводить до смерті, Емі звинувачують у вбивстві.

## У ролях
- Енід Беннетт — Емі Фортеск'ю
- Мілтон Сіллс — Вальтер Мелрос
- Ірвінг Каммінгс — Дік Гейлорд
- Вільям Конклін — Джон Метсон
- Лідія Нотт — тітка Шарлотта
- Теодор Робертс — Петер Фортеск'ю